# Ilya Ilyich Mechnikov
Ilya Ilyich Mechnikov (tiếng Nga: Илья Ильич Мечников) (cũng dịch sang tiếng Anh là Elie Metchnikoff) (16.5.1845 – 15.7.1916) là nhà vi sinh vật học người Nga, nổi tiếng về công trình nghiên cứu tiên phong về hệ miễn dịch. Mechnikov đoạt giải Nobel Y học năm 1908, về công trình nghiên cứu sự thực bào (phagocytosis).

## Tiểu sử

### Thời niên thiếu
Mechnikov sinh tại một làng gần Kharkiv của Đế quốc Nga, là con trai út của Ilya Mechnikov, một vệ binh của đế quốc Nga, và Emilia Nevakhovich Mechnikov. Người anh cả, Lev, là một nhà địa lý học và xã hội học xuất chúng. Mechnikov chủ yếu được nuôi dưỡng bởi người mẹ gốc Do Thái, ông đam mê môn lịch sử tự nhiên. Khi đọc quyển The Origin of Species (Nguồn gốc các loài) của Charles Darwin mới xuất bản, ông đã hiểu rất rõ về "sự sống sót của sinh vật đủ khả năng thích ứng nhất" (survival of the fittest) và say mê khảo sát học hỏi.
Ông theo học ngành khoa học tự nhiên ở Đại học Quốc gia Kharkiv, hoàn tất học trình 4 năm trong vòng 2 năm. Sau đó ông sang Đức nghiên cứu hệ động vật biển trên một đảo nhỏ Heligoland trên Bắc Hải, rồi ở Đại học Giessen, Đại học Göttingen và Đại học München. Năm 1867 ông trở lại Nga, được bổ nhiệm làm docent ở trường Đại học Odessa mới thành lập, sau đó được bổ nhiệm ở Đại học St. Petersburg. Năm 1870 ông trở lại Odessa để nhận chức giáo sư thực thụ khoa Động vật học và khoa Giải phẫu học so sánh.

### Nghiên cứu

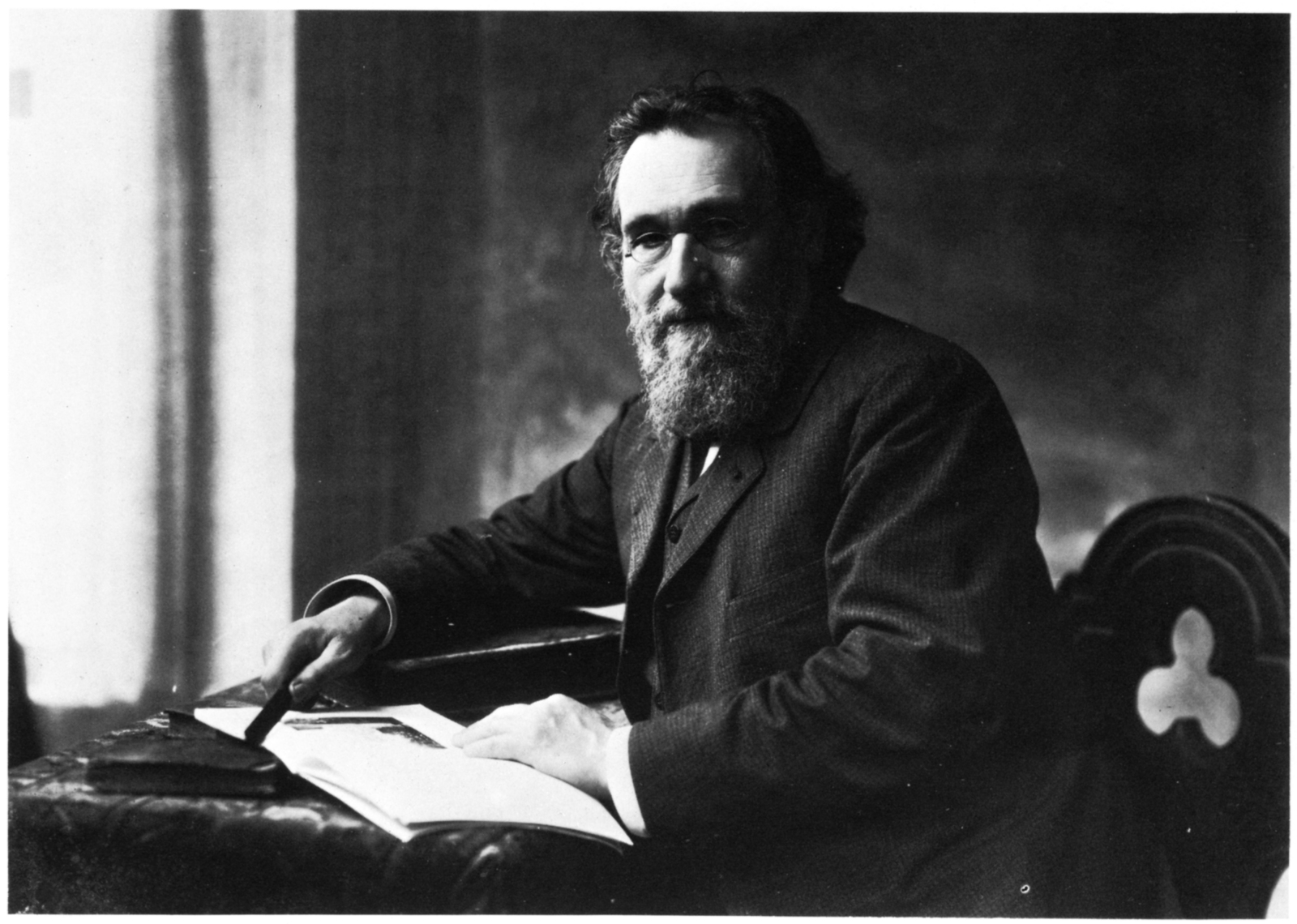
Ilya Ilyich Mechnikov, by Nadar.

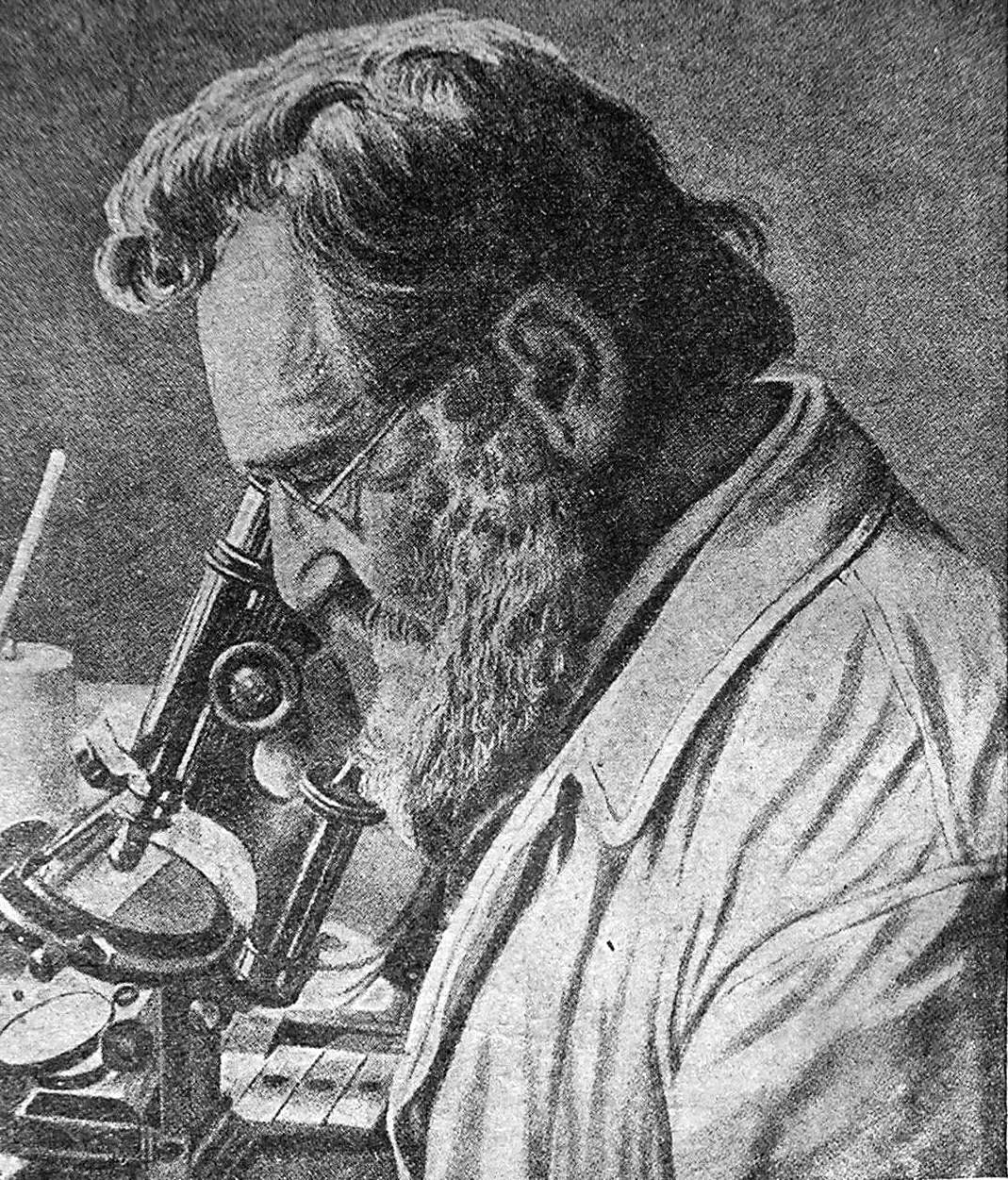

Mechnikov quan tâm tới việc nghiên cứu vi trùng, nhất là hệ miễn dịch. Năm 1882 ông từ chức ở Đại học Odessa và lập một phòng thí nghiệm tư ở Messina để nghiên cứu khoa phôi học so sánh, từ đó ông đã phát hiện ra sự thực bào (phagocytosis) sau khi thí nghiệm trên ấu trùng của con sao biển. Ông đưa ra lý thuyết là một số các tế bào bạch cầu có thể vây bọc và phá hủy các vật thể có hại - như các vi trùng chẳng hạn – đã gặp sự hoài nghi từ các chuyên gia hàng đầu, trong đó có Louis Pasteur, Behring và các người khác.
Mechnikov trở lại Odessa làm giám đốc một viện được thành lập để làm vắc-xin của Pasteur chống lại bệnh dại (rabies), nhưng do gặp một số khó khăn, năm 1888 ông đã bỏ sang Paris tìm lời khuyên của Pasteur. Pasteur bổ nhiệm ông vào làm trong viện Pasteur, nơi ông làm việc cho tới cuối đời.
Công trình của Mechnikov về sự thực bào đã mang lại cho ông giải Nobel Sinh lý và Y khoa năm 1908. Ông làm việc với Émile Roux về calomel, một thuốc mỡ ngăn ngừa cho người ta khỏi nhiễm bệnh giang mai, một bệnh lây truyền qua đường tình dục.
Mechnikov cũng khai triển lý thuyết cho rằng sự lão hóa là do các vi trùng độc gây ra trong ruột, và axít lactic có thể kéo dài cuộc sống. Căn cứ trên lý thuyết này, ông đã uống sữa chua (yogurt) hàng ngày.
Ông đã viết 3 tác phẩm: Immunity in Infectious Diseases, The Nature of Man, và The Prolongation of Life: Optimistic Studies, quyển chót, cùng với các nghiên cứu của Metchnikoff về các đặc tính kéo dài sự sống tiềm tàng của các vi sinh vật axít lactic (Lactic Acid Bacteria), đã gợi ý cho nhà khoa học Nhật Bản Minoru Shirota bắt đầu nghiên cứu quan hệ nhân quả giữa các vi sinh vật và vệ sinh đường ruột, cuối cùng dẫn tới việc tiếp thị món Yakult khắp thế giới cùng các thực phẩm lên men, sữa, thức uống khác hoặc probiotics.

### Đời tư
Mechnikov kết hôn với người vợ thứ nhất là Ludmilla Feodorovitch năm 1863. Bà bị chết vì bệnh lao ngày 20 tháng 4 năm 1873. Cái chết của vợ, cùng với những khó khăn khác đã khiến cho Mechnikov tìm cách tự tử bằng cách uống liều thuốc phiện lớn mà không thành.
Ông lại tái hôn năm 1875 với Olga Belokopytova, và bà đã từ trần năm 1880 vì bệnh thương hàn. Sau cái chết của Olga, ông lại tìm cách tự tử bằng việc tự tiêm cho mình "bệnh sốt hồi qui" (relapsing fever), và cũng không chết, nhưng bị suy yếu rất nhiều. Ông qua đời ngày 15 tháng 7 năm 1916 tại Paris do bị liệt tim.